# Princes Czartoryski Foundation

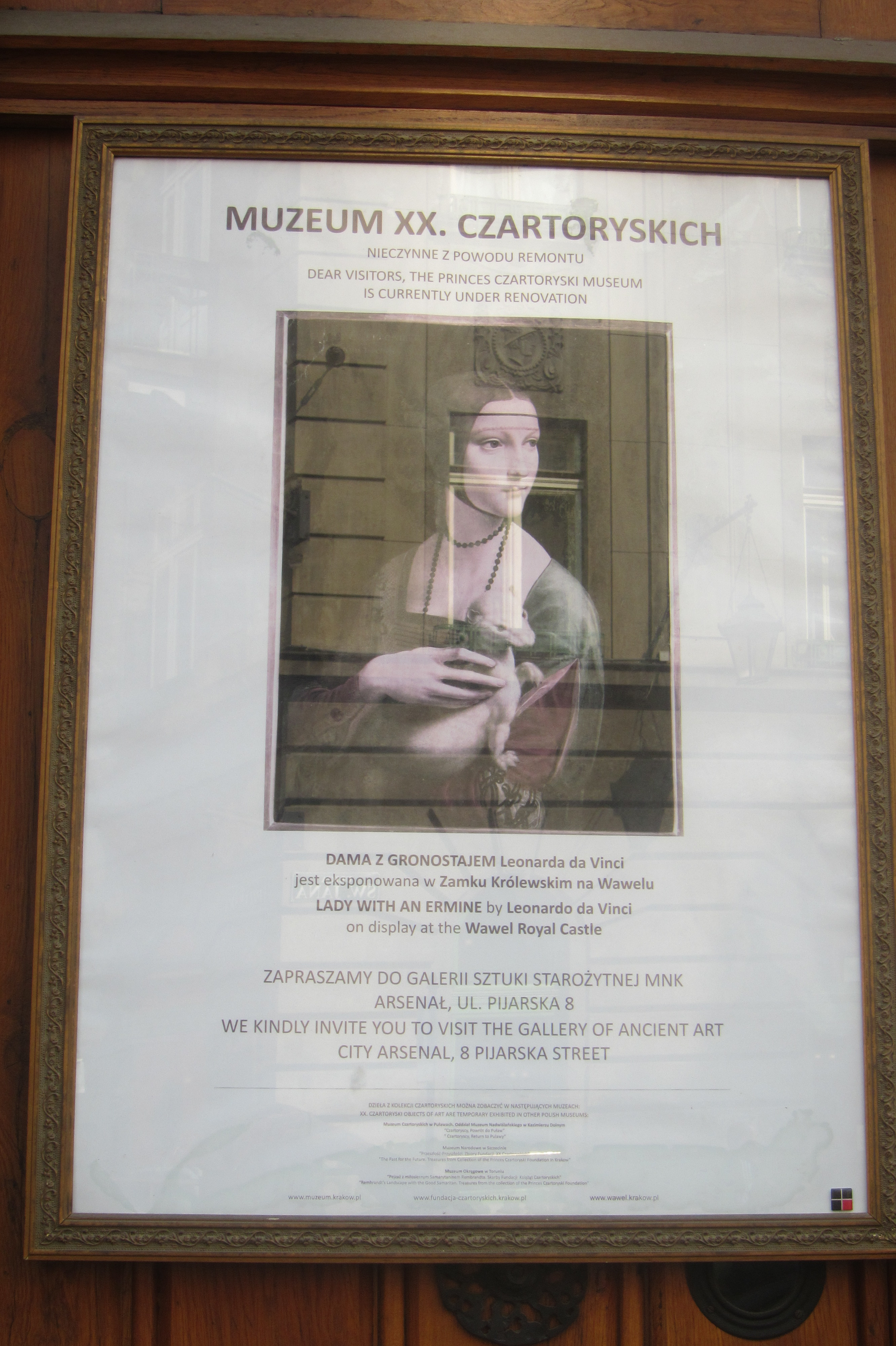
Museum Czartoryski, Krakau, Polen

De Princes Czartoryski Foundation, in 1991 opgericht door vorst Adam Karol Czartoryski beheert de kunstverzameling die sinds 1878 ondergebracht is in het Czartoryski Museum in Krakau, Polen. Het topstuk van de collectie is een schilderij van Leonardo da Vinci, De dame met de hermelijn.

## Collectie
De uitzonderlijk rijke collectie heeft een bewogen geschiedenis achter de rug. De collectie veranderde meermaals ongewild van eigenaar of locatie en delen ervan verdwenen in privébezit. In 1878 bracht vorst Władysław Czartoryski (1828-1894) de familiale kunstcollectie onder in dit Krakause stadspaleis en het ertegenover liggende arsenaal. Het topstuk van de collectie is De dame met de hermelijn van Leonardo da Vinci. In 2017 was dit werk tijdelijk te zien in de Krakause Wawelburcht. Dit werk komt ook voor op de Poolse website als aandachtstrekker. Een ander belangrijk kunstwerk Portret van een jonge man van Rafaël is sinds 1939 vermist na diefstal door de bezetter. Na de Duitse bezetting van Polen in 1939 verhuisden, na een selectie door dr. Hans Posse, 85 belangrijke schilderijen naar Dresden. Zij waren bedoeld om Hitlers Linzer Sammlung aan te vullen. In 1945 bracht dr. Hans Frank, gouverneur-generaal van Polen tijdens de Duitse bezetting, de collectie naar de Wawelburcht te Krakau voor zijn persoonlijk genoegen. Maar tijdens de bevrijding van Krakau, nam hij de collectie mee naar Silezië en vervolgens naar zijn eigen villa in Neuhaus. Na de arrestatie van Frank in mei 1945 kwam de collectie terug naar de rechtmatige eigenaar, evenwel zonder de vermiste Rafaël en 843 andere verdwenen artefacten.
Na de Tweede Wereldoorlog tijdens de communistische machtsovername was de gehavende collectie weer te bezichtigen in een museum. Ondanks de economische toestand in het naoorlogse Polen wist het museum te overleven dankzij het werk van professor Marek Rostworoski, die zijn leven wijdde aan de collectie. In 1991 besliste het Poolse Hooggerechtshof dat de collectie terug moest worden gegeven aan de rechtmatige eigenaar vorst Adam Karol Czartoryski tezamen met de bibliotheek die in een naburig gebouw zijn onderkomen had gevonden. De historicus van Poolse afkomst en neef van de stichter, Adam Zamoyski, was van 2008 tot 2011 voorzitter van de beheerraad.
In 2017 renoveerde men het stadspaleis waar de collectie eerder een onderkomen vond. Tot begin april 2018 werd een aantal topstukken tentoongesteld in het ertegenover gelegen arsenaal, evenwel zonder het schilderij van Da Vinci. Er is een catalogus in het Pools voorzien met afbeeldingen.

De stichting organiseert tentoonstellingen over de hele wereld. Daarbij is De dame met de hermelijn steevast een publiekstrekker.

## Collectie aangekocht door de Poolse staat
Eind 2016 werd bekend dat Adam Karol Czartoryski de collectie voor 105 miljoen euro, ongeveer 5 % van de marktwaarde, heeft verkocht aan de Poolse staat. Als reactie hierop is het bestuur van de stichting opgestapt. Immers, volgens de statuten van de stichting is de kunstverzameling niet overdraagbaar en ondeelbaar. De aftredende voorzitter van de stichting wees erop dat de collectie niet genoeg naar waarde werd geschat. Een en ander past in de politiek van de regerende partij Recht en Rechtvaardigheid om Pools cultureel erfgoed onder staatsbescherming te brengen.

## Samenstelling van de beheerraad
- Stichter: Adam Karol vorst Czartoryski
- Voorzitter beheerraad: dr. Marian Wołkowski-Wolski

## Externe link

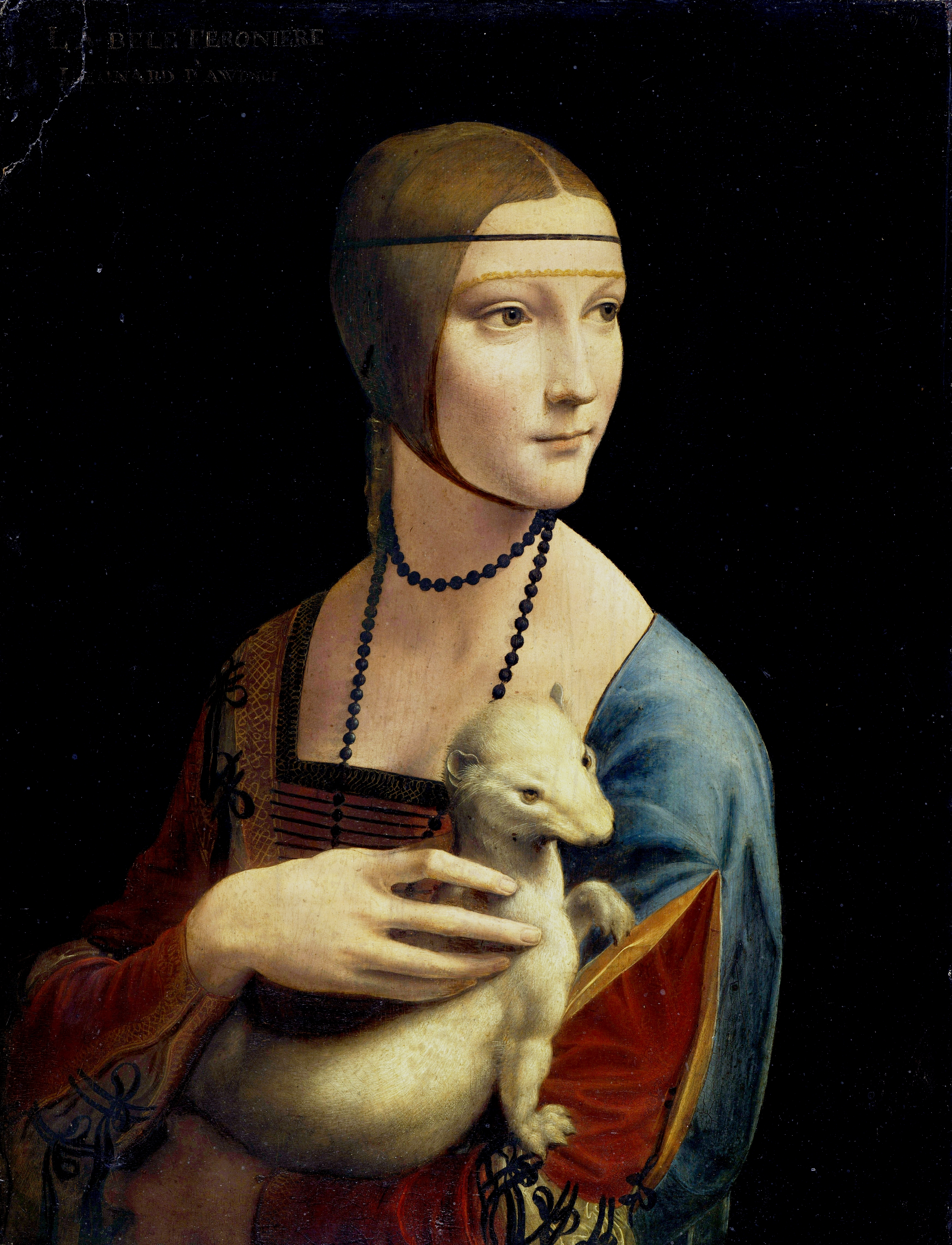
Leonardo da Vinci, De dame met de hermelijn
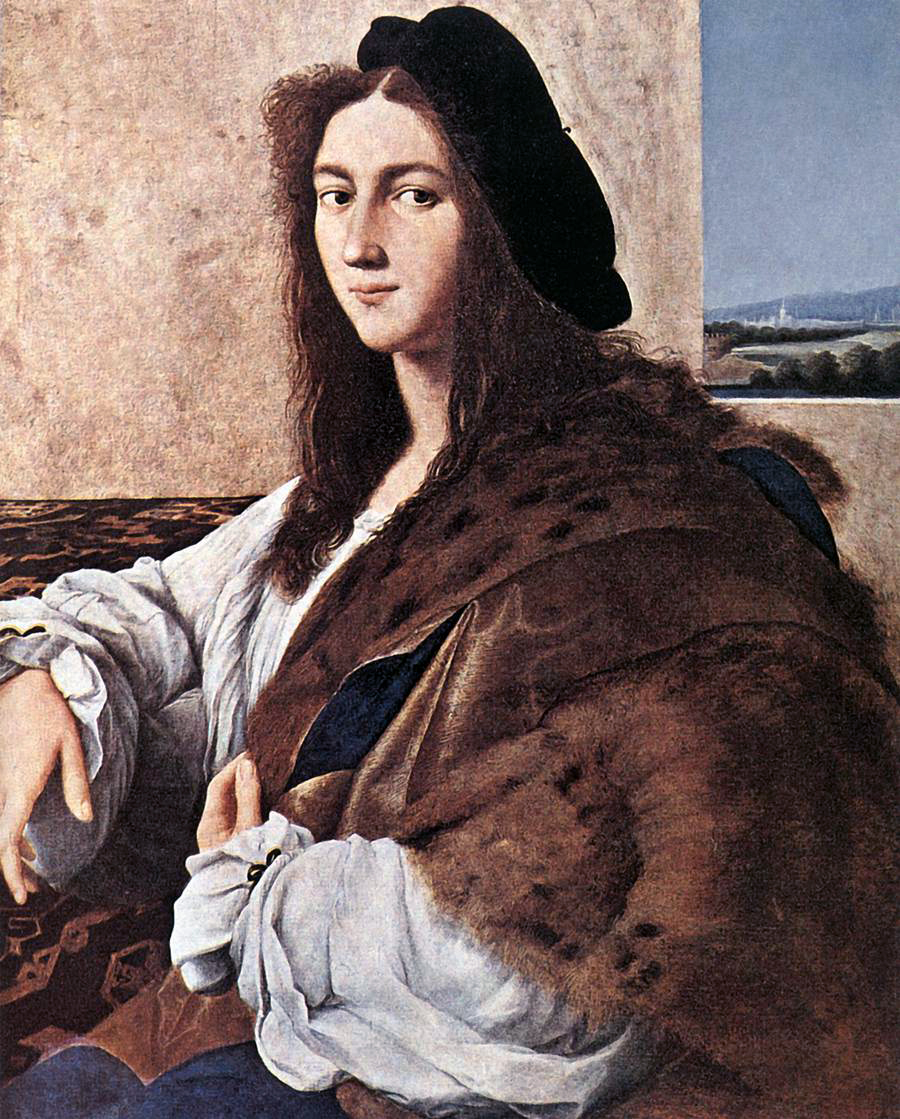
Rafaël, Portret van een jonge man, in 1939 ontvreemd en nog steeds zoek (ingekleurde foto)
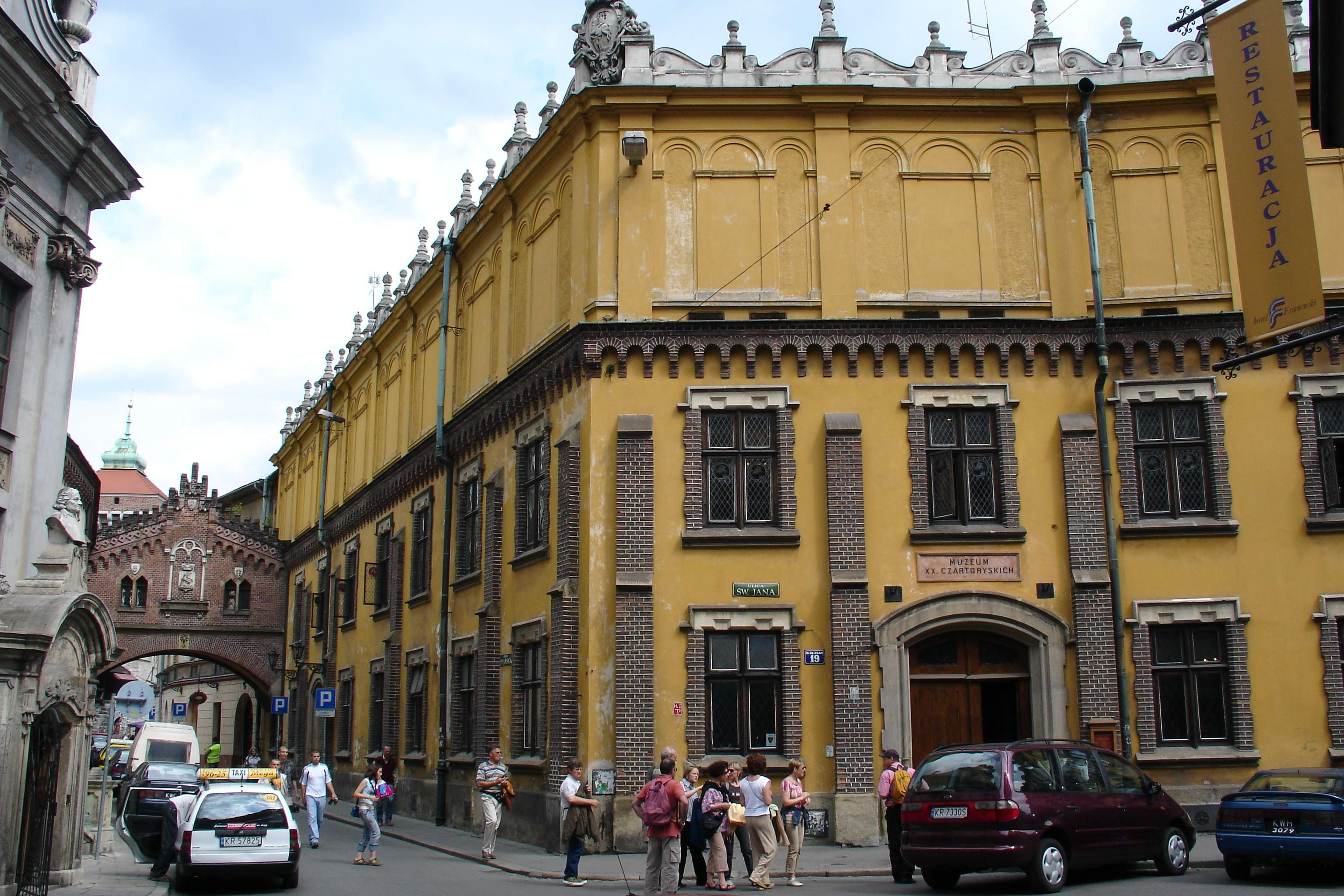
Czartoryski Museum, Krakau (juni 2005)
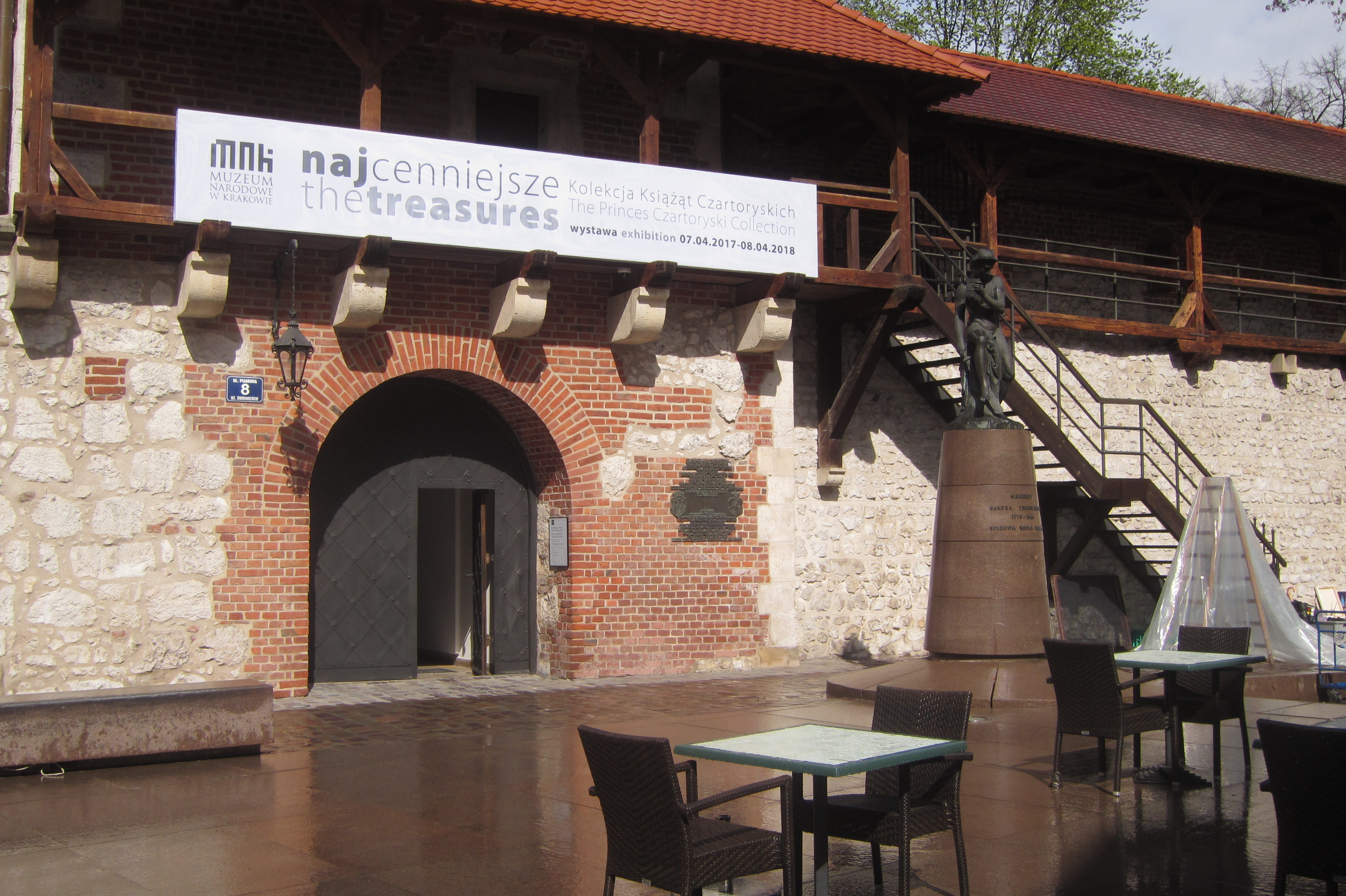
Arsenaal te Krakau (april 2017)
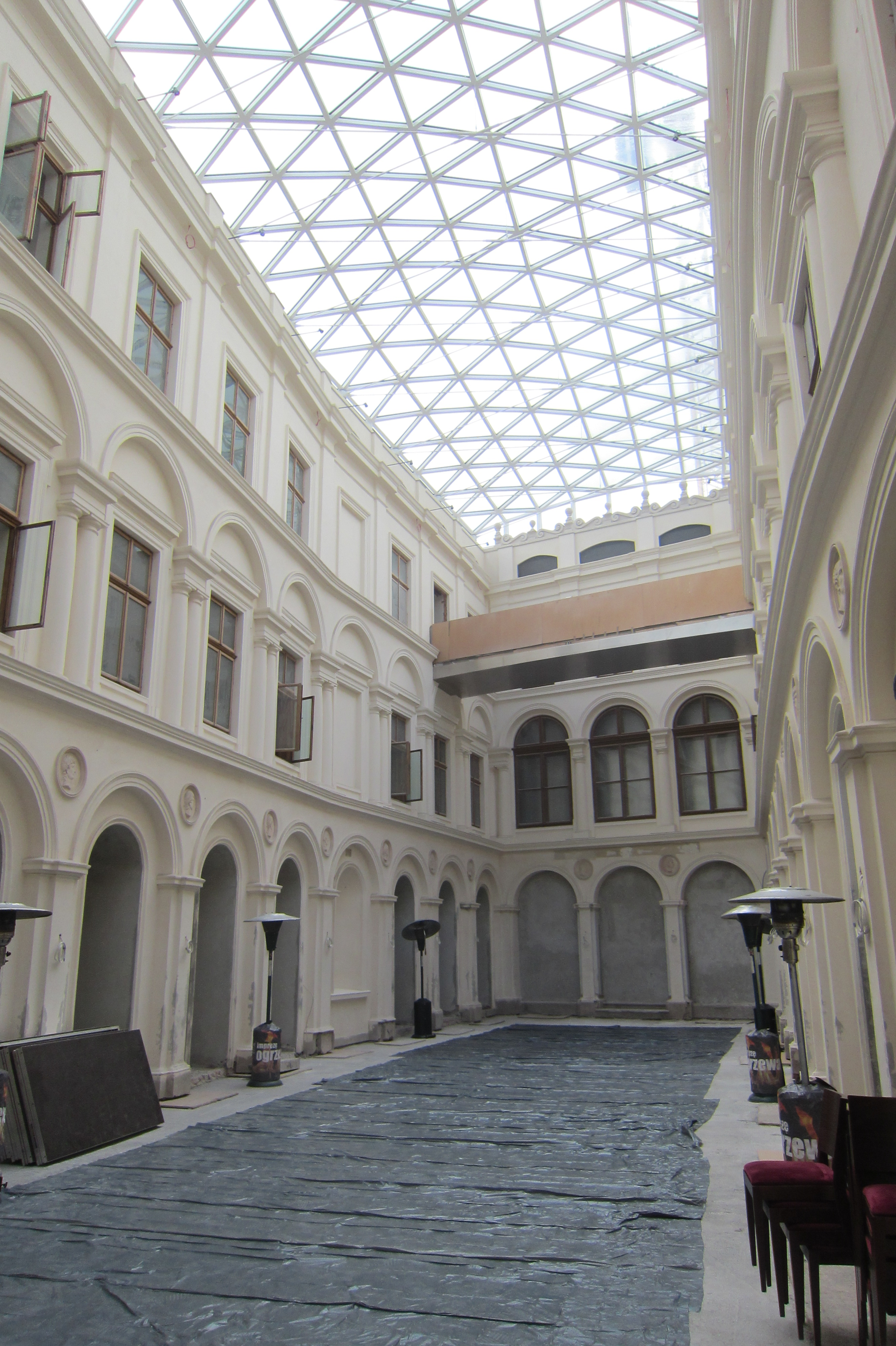
Czartoryski Museum Krakau, renovatie binnenhof (april 2017)